# Pa i sal

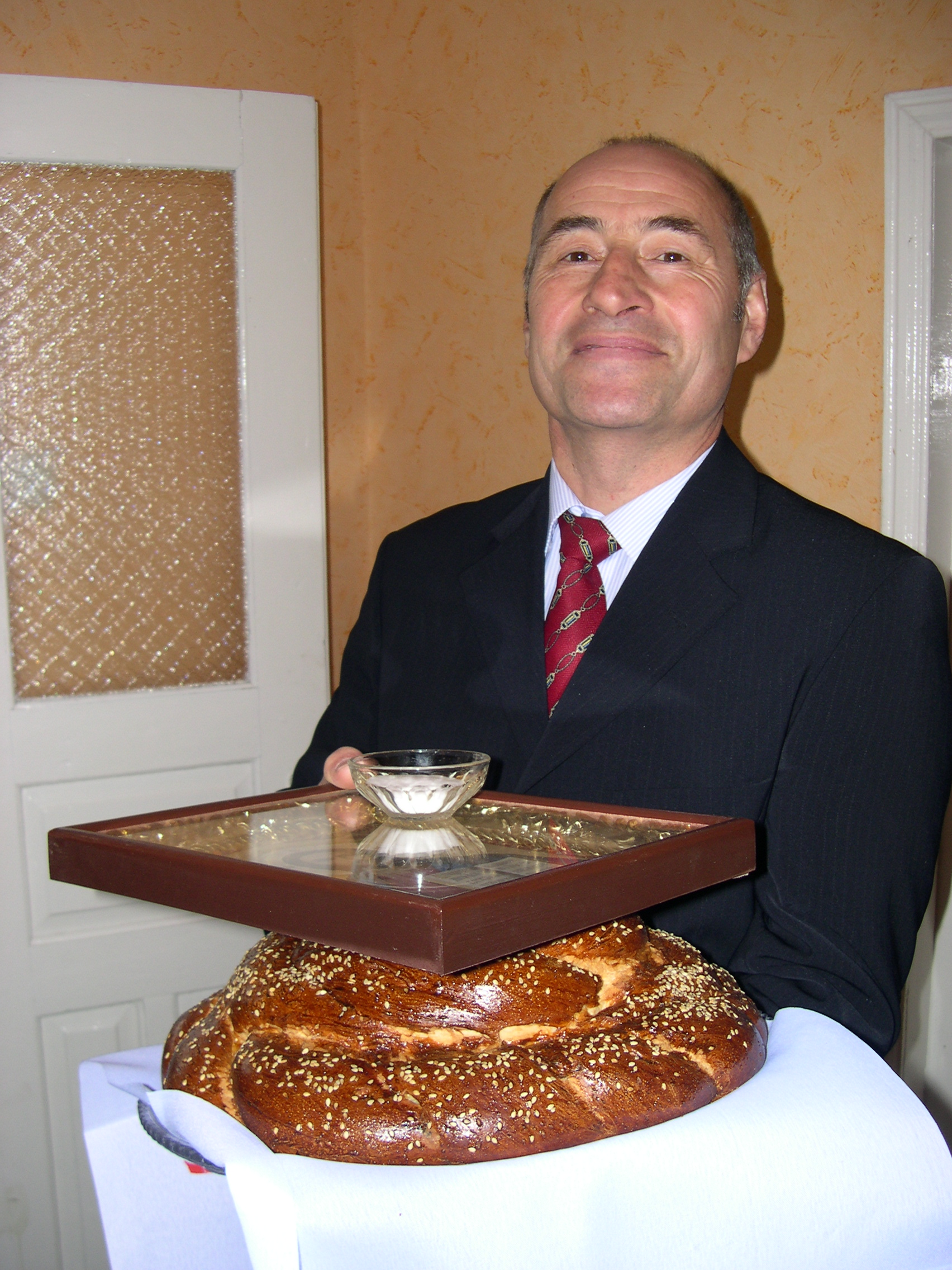
Oferiment de pa i sal com a símbol de salutació.

El pan i sal és considerat com una tradició eslava en la qual es duu a terme una cerimònia de salutació. Existeix una tradició similar a Lituània, el duona ir druska. A Rússia tenen com a costum que en les recepcions oficials el pa i la sal siguin oferts per part d'una dona amb els vestits oficials (com per exemple, el sarafan i el kokoshnik).
Quan s'observa aquesta tradició en un vol espacial, s'utilitzen apropiadament petits paquets de pa i sal.

## Denominacions
És conegut per les seves denominacions locals com a:
- rus: Хлеб-соль
- ucraïnès: Хліб-сіль
- búlgar: Хляб и сол
- macedoni: Леб и сол
- croat: hleb i so
- serbi: Хлеб и со
- polonès: Chleb i sól
- txec: Chléb a sůl
- eslovac: Chlieb a soľ